# Dignity Health Sports Park
Der Dignity Health Sports Park ist ein Mehrzweck-Sportkomplex auf dem Campus der California State University, Dominguez Hills in Carson im Los Angeles County. Ende 2018 wurde die Non-Profit-Organisation Dignity Health Namensgeber der Anlage. Seit dem 1. Januar 2019 trägt sie den neuen Namen.

## Geschichte
Auf dem 125 Acre (505.857 Quadratmeter) großen Areal ist das 27.000 Zuschauer fassende Fußballstadion mit 48 Logen sowie 1.500 Clubsitzen zentrales Element. Es ist die Heimat der Fußballmannschaft LA Galaxy, sowie deren Reservemannschaft LA Galaxy II aus der USL Professional Division (USL Pro). Der Bau der Fußballarena begann am 26. Februar 2002 und nach rund neun Monaten konnte am 1. Juni 2003 die Einweihung gefeiert werden. Es ist nach dem 1999 eröffneten Columbus Crew Stadium das zweite primär für den Fußball konzipierte Stadion eines Profifußballteams in den Vereinigten Staaten.
Neben dem Fußballstadion und zehn Trainingsplätzen (zwei davon mit Kunstrasen) gehört unter anderem das überdachte Velodrom Velo Sports Center mit 2.450 Plätzen, ein Tennisstadion mit 8.000 Plätzen inklusive 32 weiterer Plätze, eine Leichtathletikanlage mit 2.000 fest installierten Plätzen (erweiterbar auf 20.000 Plätze) und eine rund fünf Kilometer lange Joggingstrecke zum Komplex.
Die Baukosten für den gesamten Sportkomplex beliefen sich auf ca. 150 Millionen US-Dollar. Das Fußballstadion schlug dabei mit etwa 87 Millionen US-Dollar zu Buche. Bis zum Juni 2013 war die amerikanische Baumarkt- und Einrichtungskette The Home Depot Namenssponsor. Seit dem 1. Juni 2013 trägt es offiziell den Namen StubHub Center nach der zu eBay gehörenden Internet-Ticketbörse StubHub!. Finanzielle Details über den mehrjährigen Vertrag zwischen der Anschutz Entertainment Group und StubHub! wurden nicht bekannt. Zum Spiel der LA Galaxy gegen die Portland Timbers am 19. Juni 2013 wurde das Stadion unter neuem Namen eingeweiht.
Seit Juli 2016 besitzt der Dignity Health Sports Park als erstes Stadion der Major League Soccer eine LED-Flutlichtanlage. Die neue Beleuchtung wird 60 Prozent weniger Energie verbrauchen als die alte Anlage. Auch fällt die Aufwärmzeit von 15 Minuten für das alte Flutlicht weg. Bei Fernsehübertragungen soll der Flimmereffekt bei Zeitlupenaufnahmen wegfallen. Erstmals kam es am 15. Juli bei der Partie der LA Galaxy gegen Houston Dynamo zum Einsatz.
Der Dignity Health Sports Park dient dem National-Football-League-Team der Los Angeles Chargers – so heißen seit Januar 2017 die San Diego Chargers – als temporärer Austragungsort ihrer Heimspiele, bis das neue American-Football-Stadion in Inglewood fertiggestellt ist.
In den Saisons 2020 und 2021 ist der Dignity Health Sports Park als Heimstadion für die College-Football-Mannschaft der San Diego State Aztecs. Das San Diego Stadium, früher Heimstadion der Aztecs, wird abgerissen und durch das neue Snapdragon Stadium ersetzt, das für die Saison 2022 eröffnet werden soll.

## Veranstaltungen
Neben der LA Galaxy und CD Chivas USA war es 2009 das Heimstadion von Los Angeles Sol aus der Women’s Professional Soccer (WPS), die sich aber gleich nach ihrer ersten Saison wieder auflösten. Das Lacrosse-Team der Los Angeles Riptide aus der Major League Lacrosse (MLL) nutzte das Stadion von 2006 bis 2008. Hier wurden vier Gruppenspiele, das Spiel um Platz 3 und das Finale der Frauenfußball-Weltmeisterschaft 2003, das Endspiel der MLS 2003, 2004, 2008 und 2011 und das MLS All-Star Game 2003 ausgetragen. Im Juni 2005 fanden im Home Depot Center außerdem zwei Gruppenspiele der Gruppe C im CONCACAF Gold Cup 2005 statt.
Das Fußballstadion ist auch ein beliebter Ort für Boxkämpfe. Der AstroTurf NFLPA Collegiate Bowl machte am 21. Januar 2012 Station im damaligen Home Depot Center. Das American-Football-Spiel zwischen dem American Team und dem National Team endete mit einem 20:14-Sieg für die Nationals. Darüber hinaus sind die Spiele um die CIF State Football Championship Bowl im Stadion beheimatet und werden bis mindestens 2014 dort verbleiben.
Im Tennisstadion fand von 2003 bis 2009 das WTA-Damentennisturnier von Los Angeles statt. Vom 23. bis 26. Juni 2005 war das Leichtathletikstadion Austragungsort der US-Leichtathletik-Meisterschaften. Ebenso geht das Leichtathletik-Meeting Adidas Track Classic seit 2005 im Leichtathletikstadion von Carson über die Bühne.

## Galerie

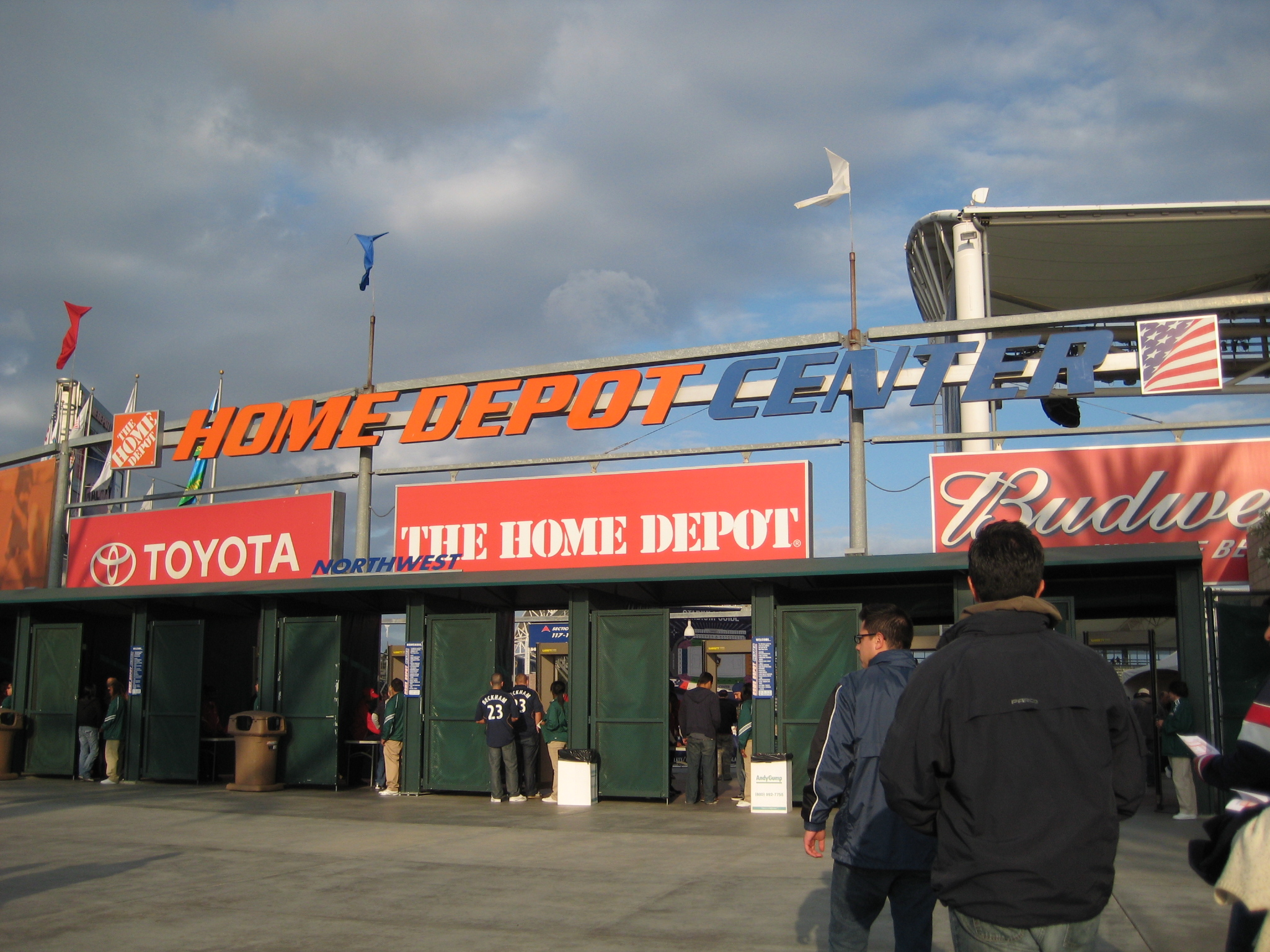
Eingang des Stadions im Jahr 2008
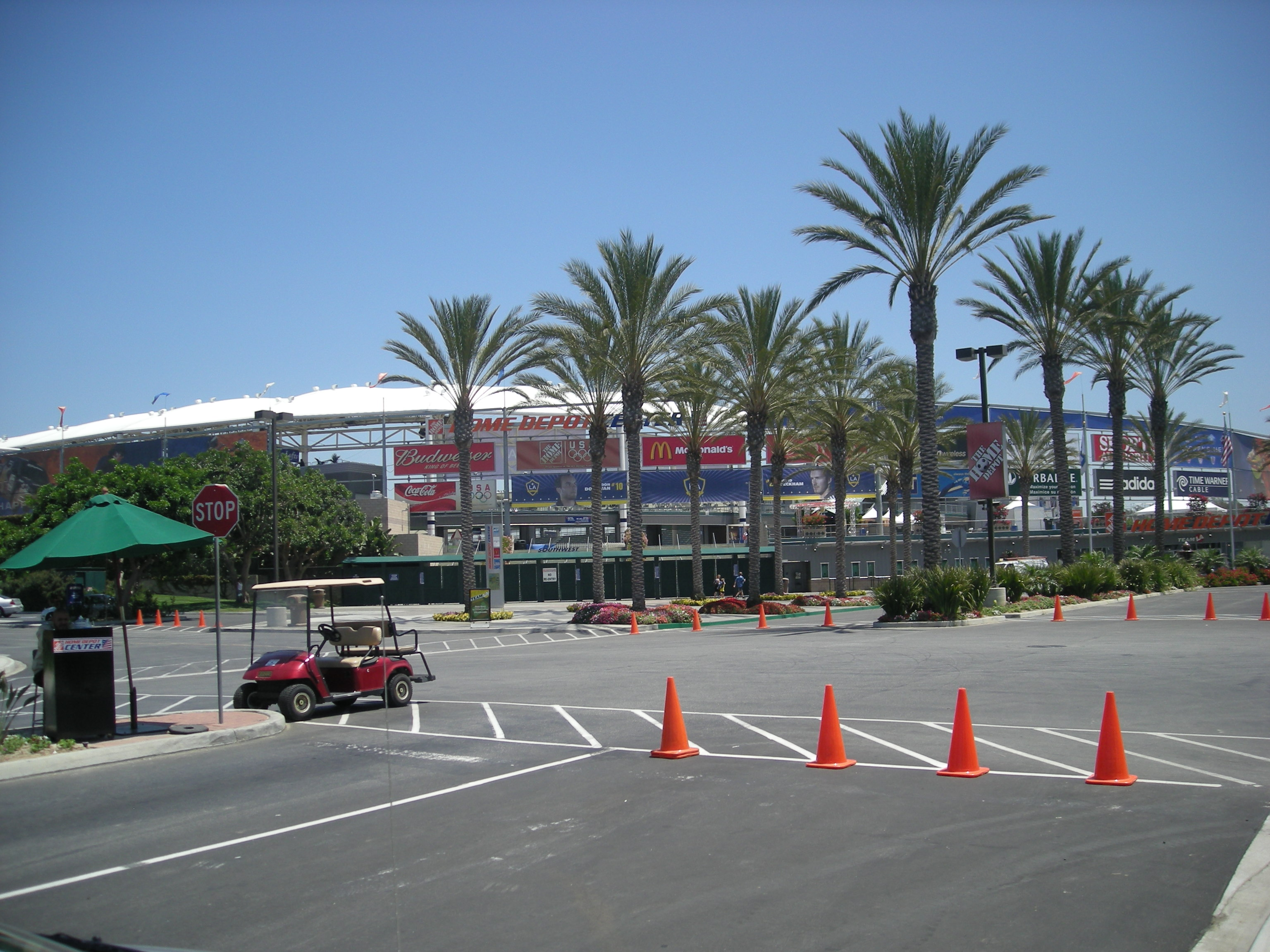
Das Fußballstadion von außen
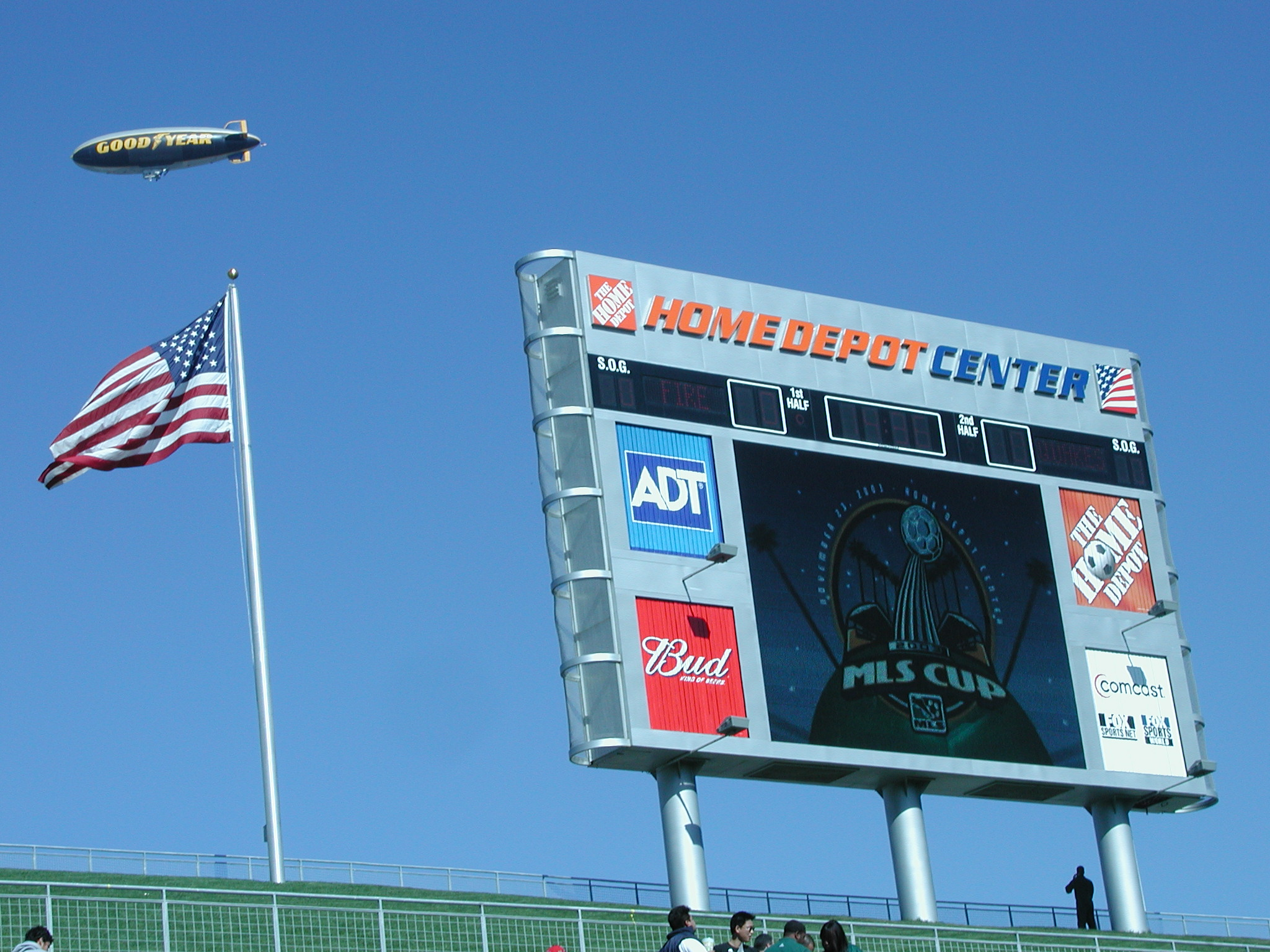
Die Anzeigetafel
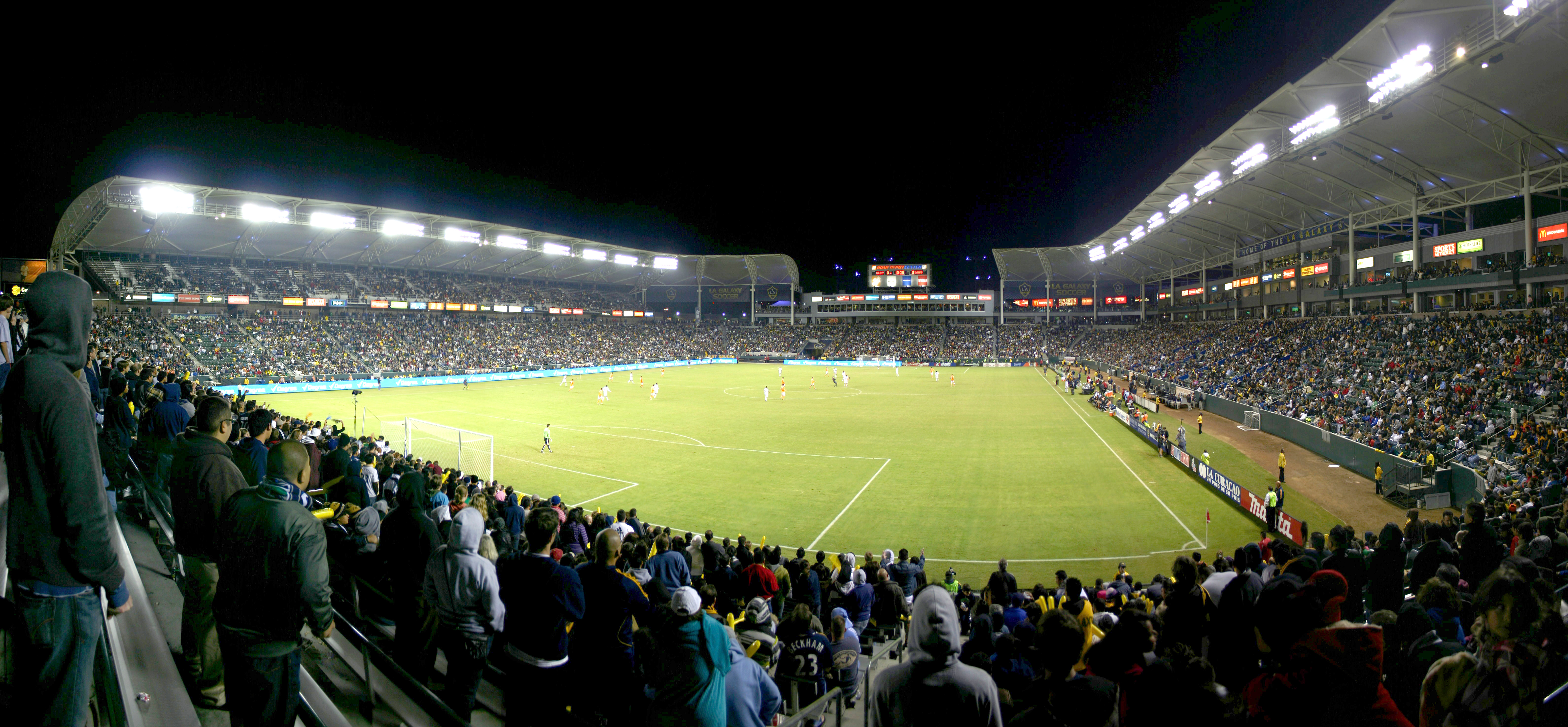
Western Conference Finalspiel – LA Galaxy gegen Houston Dynamo (2:0 n. V.) am 13. November 2009
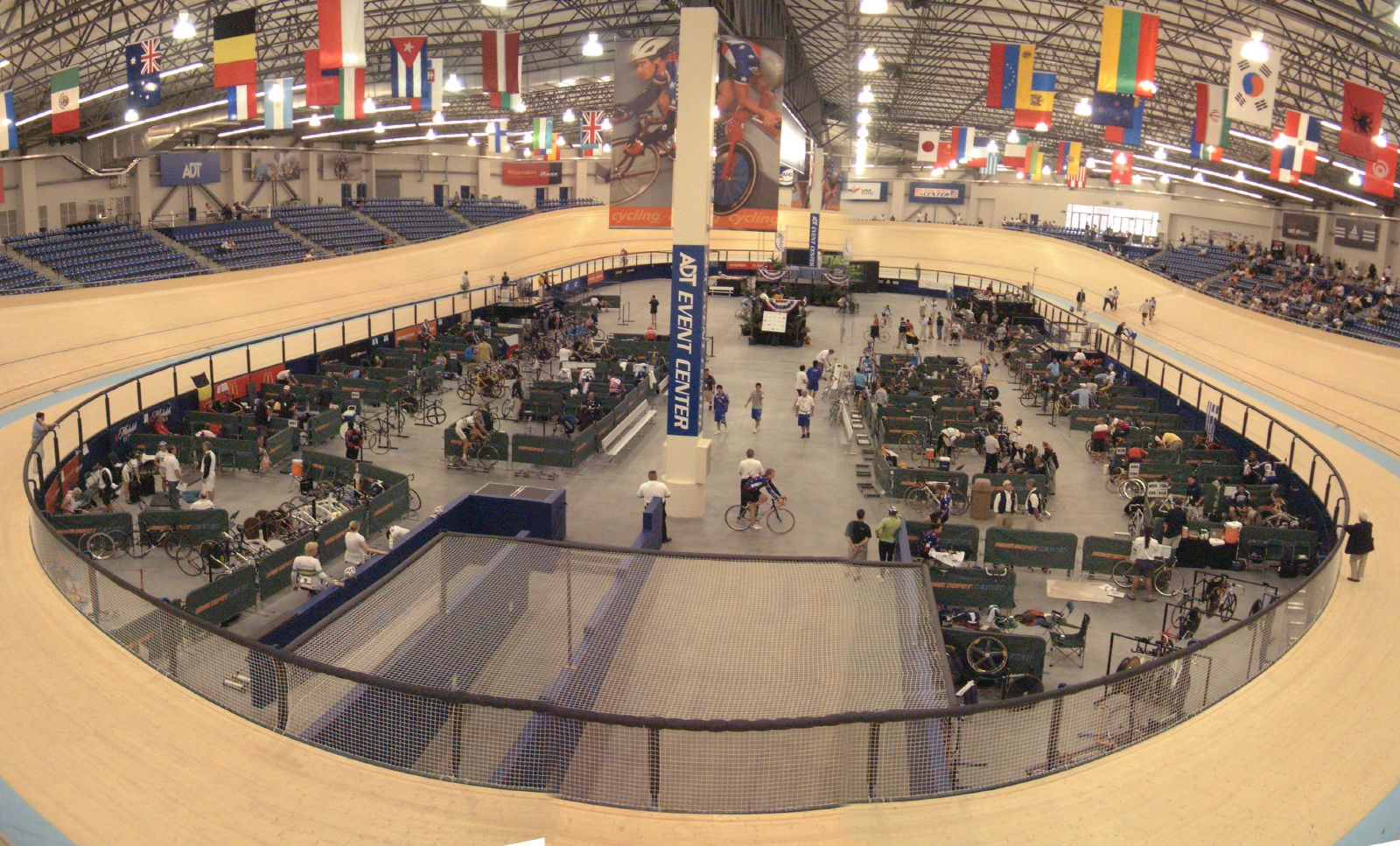
Innenraum des VELO Sports Centers

## Konzerte
Neben den Sportveranstaltungen wird das Stadion auch als Konzertarena genutzt.
| - 26. Juli 2003: Dave Matthews Band - 27. Juli 2003: Dave Matthews Band - 27. Aug. 2004: The Cure, Interpol - 28. Aug. 2004: Dave Matthews Band, Ben Harper & The Innocent Criminals - 29. Aug. 2004: Dave Matthews Band, Ben Harper & The Innocent Criminals - 27. Aug. 2005: Dave Matthews Band, John Butler Trio - 28. Aug. 2005: Dave Matthews Band, John Butler Trio - 8. Okt. 2005: Green Day - 9. Okt. 2005: Green Day - 14. Okt. 2005: Santana - 25. Aug. 2007: Bad Religion, Avenged Sevenfold - 15. Sep. 2007: Velvet Revolver, The Smashing Pumpkins, Satellite Party, Paramore, Kid Rock, Hot Hot Heat, Foo Fighters, Cypress Hill, Chris Cornell, Against Me! - 28. Sep. 2007: Héroes del Silencio - 21. Nov. 2007: Soda Stereo - 2. Aug. 2008: Zakk Wylde - 17. Aug. 2007: Against Me!, The Academy Is…, 3OH!3 - 18. Juli 2009: Coldplay, Amadou & Mariam - 23. Aug. 2009: A Skylit Drive, Scary Kids Scaring Kids, NOFX, The Devil Wears Prada, A Day to Remember, Breathe Carolina, All Time Low, Aiden - 25. Juni 2010: Face to Face, Whitechapel, The Swellers, Sum 41, Suicide Silence, Set Your Goals, Polar Bear Club, Parkway Drive, Enter Shikari, Emmure, Emarosa, The Bouncing Souls, Attack Attack!, The All-American Rejects, Alkaline Trio - 8. Okt. 2011: Tiësto - 10. Aug. 2012: Kara - 8. Sep. 2012: Linkin Park, Incubus, Mute Math - 11. Mai 2013: Maroon 5, Demi Lovato |